# هجوم مدرسة ترولهتان
في 22 أكتوبر 2015، قام شخص يدعى أنتون لوندين بترسون والبالغ من العمر 21 بجريمة في مدرسة كرونان في ترولهاتن، السويد باستخدام سيف فقتل معلما من أصل عراقي يدعى لافين إسكندر وتلميذا من أصل صومالي وجرح اثنين آخرين أحدهما معلم من أصل لبناني ثم قتل بإطلاق النار عليه أثناء محاولة اعتقاله.
الشهود اعتقدوا أن المجرم كان يرتدي ملابس هالووين (شخصية دارث فادر في فيلم حرب النجوم). ولا زالت التحقيقات جارية حول الدافع للجريمة.
تعد هذه الجريمة الأولى التي تستهدف مدرسة في السويد منذ عام 1961، كما تعد الجريمة الأشد في استهداف المدارس في تاريخ السويد.
في اليوم التالي من الجريمة، أعلنت الشرطة أن الدافع وراء الجريمة قد يكون العنصرية أو جريمة كراهية.

## المجرم
أنتون لوندين بترسون (بالسويدية: Anton Lundin Pettersson) يبلغ من العمر 21 سنة. بحسب أفتون بلادت، فقد عرف عنه متابعته صفحات تدعم النازية وأدولف هتلر على مواقع التواصل الاجتماعي. كما انضم إلى صفحات ومجموعات في موقع فيسبوك تدعو لإيقاف الهجرة إلى السويد. وقد دعى جهاز الأمن السويدي إلى التحقيق في هذه المعلومات. علما أن المدرسة تقع في مدينة صناعية فيها نسبة عالية من المهاجرين.
زميل سابق له في المدرسة ذكر بأنه كان «يحب العيش في عالمه الخاص» وكان دائما ما يرتدي الملابس السوداء ومتأثر الإيمو والروك.

## ردود الأفعال
- ذهب رئيس الوزراء السويدي ستيفان لوفن إلى موقع الحادثة بعد سماع الأخبار ووصف الحادثة بأنها «يوم أسود».[2]
- وزير الداخلية آندرس يغمان كتب على موقع تويتر تغريده عبر فيها عن أساه تجاه الضحايا وعوائلهم.[2]
- ملك السويد كارل السادس عشر غوستاف قال بأن العائلة المالكة تلقت الخبر بفزع وحزن شديدين.[11]